# 近代放映
近代放映株式会社（きんだいほうえい）は、かつて存在した日本の映画製作会社である。劇場用映画やテレビ映画等を製作した。映画版『銭ゲバ』、当時のソビエト連邦との合作大作『モスクワわが愛』の製作あるいは製作協力で知られる。

## 略歴・概要
1969年（昭和44年）7月8日、日活撮影所の製作部長だった青木藤吉（1922年 - 2009年）を社長として、創立する。取締役には、同撮影所の企画者だった森山幸晴ら日活出身者が就任し、相談役には北海道テレビ放送の岩沢靖、日活撮影所長を1965年（昭和40年）に更迭された山崎辰夫を迎えた。1974年（昭和49年）前後までは、山本直純が取締役にいた。
1970年（昭和45年）10月31日に東宝が配給して公開された和田嘉訓監督の『銭ゲバ』が、記録にみられる最初の作品である。以降、倒産まで、劇場用映画はすべて東宝と製作・配給で提携した。翌1971年（昭和46年）、従来日活が手がけていた16ミリフィルム撮影による生活情報番組（連続短篇ドキュメンタリーテレビ映画）である『日曜大工110番』を引き継いで、倒産によって打ち切られるまで同社が製作した。
1972年（昭和47年）1月19日、日活が喫茶店等の非劇場用VTRとして製作販売した作品が、刑法175条の「わいせつ物頒布等の罪」に問われて摘発されるが、このなかに、近代放映が受注製作した『ポルノコンサルタント』および『ブルーマンション』（監督榛谷泰明）が含まれていた。同件に関してはのちに1975年（昭和50年）11月、東京地方裁判所で無罪となるが、1978年（昭和53年）に罰金刑の有罪判決が下されている。
1976年（昭和51年）1月30日、倒産する。俳優等への出演料未払金が492万円にのぼり、日本芸能マネージャー協会（現在の日本芸能マネージメント事業者協会）は同年6月4日、同社取締役社長の青木藤吉と交渉し、債権者の東京俳優生活協同組合との間に債権確認書を交わすこととなった。
2012年（平成24年）7月現在、東京国立近代美術館フィルムセンターは、同社の製作した劇場用映画を所蔵していない。早稲田大学演劇博物館は、同社の製作したテレビ映画の印刷稿や企画成立・非成立をふくめた多くの企画書を所蔵しており、立命館大学のシナリオ検索システムで検索、表紙等の閲覧をすることが可能である。『百万人の大合唱』は、2006年（平成18年）にロケ地の郡山市の民間団体がDVDとして自主製作を実現し、発売した。

## 企業データ
- 所在地 : 東京都渋谷区恵比寿南2-3-13 第二山本ビル [1][2]
- 事業内容 : 劇場用映画、テレビ映画、PR映画、CF、VTR番組の製作
- 設立 : 1969年（昭和44年）7月8日
- 資本金 : 4,000万円
- 代表者 : 取締役会長 沢田威爾、取締役社長 青木藤吉 [1][2]
- 役員 : 
  - 取締役 : 小林幸雄、阿部黎二、薮内喜明、井内始、森山幸晴、坂本秀信 （1977年）[1][2]、山本直純 （1974年）[1][2]
  - 監査役 : 馬越安彦（馬越彦弥）
  - 相談役 : 岩沢靖、山崎辰夫

## フィルモグラフィ
文化庁「日本映画情報システム」、および日本映画データベース、テレビドラマデータベースに掲載されている同社の製作作品の一覧である。特筆以外はすべて「製作」である。
- 『銭ゲバ』 : 製作奥田喜久丸・青木藤吉・高畠久、監督和田嘉訓、主演唐十郎、配給東宝、1970年10月31日公開
- 『学園祭の夜 甘い経験』 : 監督堀川弘通、主演鳥居恵子、製作・配給東宝、1970年11月14日公開 - 企画・製作協力
- 『日曜大工110番』 : 日本テレビ放送網、連続短篇ドキュメンタリーテレビ映画、1971年 - 1976年放映
- 『だまされて貰います』 : 監督坪島孝、主演植木等、製作東宝/渡辺プロダクション、配給東宝、1971年４月29日公開 - 製作協力
- 『百万人の大合唱』 : 製作総指揮山崎辰夫・青木藤吉、企画森山幸晴、製作高畠久・宮沢利徳、監督須川栄三、主演若林豪、配給東宝、1972年2月26日公開
- 『脱出』 : 製作青木藤吉・宮沢利徳、監督和田嘉訓、主演ピート・マック・ジュニア、配給東宝、1972年10月14日公開
- 『風を見た人』全65回 : 主演小林千登勢、製作フジテレビジョン/近代放映/栄プロダクション、連続テレビ映画、1972年10月23日 - 1973年1月19日放映
- 『私は許さない』全50回 : 監督白井更生・馬越彦弥、主演北林早苗、製作東海テレビ放送/近代放映、連続テレビ映画、1973年11月26日 - 1974年2月1日放映
- 『愛ぬすびと』全70回 : 監督松生秀二・斉村和彦・馬越彦弥、主演柴田侊彦、製作東海テレビ放送/近代放映、連続テレビ映画、1974年4月29日 - 同年8月2日放映
- 『モスクワわが愛（ドイツ語版）』 : 企画大塚和、製作安武龍・黒田伸樹・青木藤吉・大塚和/ボリス・ガスチンスキー、監督吉田憲二/アレクサンドル・ミッタ（英語版）、主演栗原小巻、製作東宝/モスフィルム、配給東宝、1974年6月29日公開 - 製作協力
- 『昼と夜の巡礼』全65回 : 監督白井更生・木村啓三、主演小畠絹子、製作フジテレビジョン/近代放映、連続テレビ映画、1974年9月30日 - 同年12月27日放映
- 『花くらべ』全55回 : 監督白井更生・馬越彦弥、主演前田昌明、製作東海テレビ放送/近代放映、連続テレビ映画、1975年3月24日 - 同年6月6日放映
- 『炎の日記』全55回 : 監督木村正芳・松生秀二、主演珠めぐみ、製作東海テレビ放送/近代放映、連続テレビ映画、1975年11月24日 - 1976年2月6日放映